# AT2
La AT2 è un tipo di mina esplosiva anticarro, sviluppato dalla tedesca Dynamit Nobel, che può essere disperso da razzi di artiglieria, come quelli dei sistemi LARS, che ne trasportano 5 unità ognuno, o dei sistemi MLRS, che ne trasportano invece 28 unità ognuno, o da veicoli lanciamine, come il tedesco Skorpion.

## Descrizione
La AT2 (talvolta indicata come "AT-2") ha un corpo cilindrico, con sommità emisferica e fondo piatto. Dalla base si diramano 5 o più piedini metallici, a seconda del modello, che, aprendosi quando la mina tocca terra, la rimettono in posizione eretta nel caso essa dovesse atterrare sul fianco e che contribuiscono poi a mantenerla in posizione. Onde facilitare l'atterraggio, la AT2 è peraltro dotata di un piccolo paracadute di plastica, che ne riduce l'impatto col suolo. Dalla parte superiore si estende invece un sottile filo, simile a un'antenna, che costituisce la spoletta della mina, che viene quindi innescata quando il filo viene piegato dal passaggio di veicolo, il quale quindi non deve necessariamente passare sulla mina con un cingolo o una ruota, come accadeva un tempo. A rimarcare quest'ultimo fatto, vi è anche la presenza di un'altra spoletta a induzione magnetica, che fa sì che anche il contatto con il veicolo sia in effetti non più necessario.
Per penetrare la corazza del bersaglio, la AT2 utilizza sia l'effetto Munroe ottenuto con una carica cava che l'effetto Misznay-Schardin per eiettare un proiettile autoforgiante.
La mina si autodistrugge dopo un periodo preimpostato, fino a un massimo di quattro giorni, con un meccanismo di autodistruzione che secondo Dynamit Nobel è affidabile al 99%. Inoltre, se quest'ultimo dovesse fallire, la batteria che alimenta la spoletta si esauritrbbe comunque poco dopo i quattro giorni.

## Critiche
Secondo alcune organizzazioni, come la Aktionsbündnis Landmine.de, che, prima del suo scioglimento avvenuto nel 2010 aveva come obiettivo la messa al bando delle mine terrestri, le AT2 dovrebbero essere considerate mine antiuomo in virtù del fatto che il loro detonatore può essere attivato anche da esseri umani, e dovrebbero quindi essere vietate, come stabilito dal Trattato di Ottawa del 1997.
Di fronte a tale obiezione, nel 1999 il governo federale tedesco ha dichiarato di ritenere che le AT2 non rientrassero nel Tratto di Ottawa, dato l'ordigno in questione si disattiva automaticamente dopo un massimo di 96 ore, è visibile da lontano ed è dotato di dispositivi di bloccaggio anti-veicolo.

## Utilizzatori
- Bundeswehr[3]

L'esercito tedesco ha ricevuto un totale di circa 1,2 milioni di AT2 in tre varianti:
300 000 pezzi come DM 1233 per la posa da parte di lanciatori LARS (appalto dal 1981 al 1986)
640 000 pezzi come DM 1274 per la posa con il sistema di lancio Skorpion (acquistato dal 1984 al 1992, ora ritirato)
262 080 pezzi come DM 1399 per la posa da parte di lanciatori MLRS (appalti dal 1993 al 1995)
- British Army

All'inizio degli anni 2000 l'esercito del Regno Unito aveva circa 100 000 AT2 nel suo inventario. Inoltre, durante la seconda guerra del Golfo la Germania prestò quattro lanciamine Skorpion con 15 000 mine AT2 alle forze armate britanniche, che in seguito le restituirono inutilizzate.
- Armée de terre

Anche la Francia era uno degli utilizzatori di AT2; tuttavia, il numero esatto non è noto.
- Kongelige Norske Hæren

Nel 1997, la Germania consegnò alla Norvegia 468 missili MLRS, ciascuno con 28 mine, per un totale di 13 104 AT2.
- Esercito italiano

L'Italia ha ricevuto un totale di 45 000 AT2, tuttavia, nel 1997 il governo italiano ordinò la distruzione delle mine considerandole sufficientemente sensibili da poter essere attivate da un essere umano.
- Forze terrestri ucraine

In seguito all'invasione russa dell'Ucraina iniziata a febbraio 2022, l'Ucraina ha ricevuto in suo sostegno almeno 480 razzi (LARS / MARS) per la dispersione di mine AT2.